# Baraki (województwo podlaskie)
Baraki – osada leśna w Polsce położona w województwie podlaskim, w powiecie sejneńskim, w gminie Giby.
W latach 1975–1998 miejscowość należała administracyjnie do województwa suwalskiego.